# Kareem Adepoju
Alhaji Kareem Adepoju, connu sous le nom de "Baba Wande", est un acteur, écrivain et producteur nigérian qui se fait un nom en 1993 après avoir joué le rôle d''Oloye Otun" dans le film intitulé ''Ti Oluwa Ni Ile'',,.

## Filmographie
- Oluweri Magboojo
- Ti Oluwa Ni Ile
- Ayọ Ni Mọ Fẹ
- Abéni
- Arugba
- Igbekun
- Òbúko Dúdú
- Ika lomo ejo
- Enu Eye(2010)
- Anikulapo (2022)
- Osa meji

## Voir également
- Liste des producteurs de films nigérians